# Marija Alexandrowna Kosyrewa
Marija Alexandrowna Kosyrewa (russisch Мария Александровна Козырева;  Maria Alexandrowna Kozyreva, * 22. Mai 1999) ist eine russische Tennisspielerin.

## Karriere
Marija Kosyrewa spielt überwiegend Turniere auf der ITF Women’s World Tennis Tour, auf der sie bislang einen Einzel und 14 Doppeltitel gewann.

## Turniersiege

### Einzel
| Nr. | Datum         | Turnier   | Kategorie | Belag | Finalgegnerin | Ergebnis      |
| --- | ------------- | --------- | --------- | ----- | ------------- | ------------- |
| 1.  | 31. März 2024 | São Paulo | ITF W50   | Sand  | Miriana Tona  | 5:7, 6:0, 6:3 |

### Doppel
| Nr. | Datum            | Turnier         | Kategorie      | Belag             | Partnerin                  | Finalgegnerinnen                                | Ergebnis           |
| --- | ---------------- | --------------- | -------------- | ----------------- | -------------------------- | ----------------------------------------------- | ------------------ |
| 1.  | 6. Juli 2019     | Cancun          | ITF W15        | Hartplatz         | Hind Abdelouahid           | Ingrid Gamarra Martins Eduarda Piai             | 7:60, 6:4          |
| 2.  | 4. Juni 2022     | Rancho Santa Fe | ITF W15        | Hartplatz         | Weronika Miroschnitschenko | Solymar Colling Claudia De Las Heras Armenteras | 6:1, 6:3           |
| 3.  | 30. Juli 2022    | Dallas          | ITF W25        | Hartplatz         | Weronika Miroschnitschenko | Jessie Aney Jessica Failla                      | 6:4, 6:77, [10:5]  |
| 4.  | 22. Oktober 2022 | Fort Worth      | ITF W25        | Hartplatz         | Katarina Kozarov           | Maribella Zamarripa Allura Zamarripa            | 6:4, 6:712, [10:7] |
| 5.  | 29. Oktober 2022 | Tyler           | ITF W80        | Hartplatz         | Ashley Lahey               | Jaeda Daniel Nell Miller                        | 7:5, 6:2           |
| 6.  | 15. Mai 2023     | Kachreti        | ITF W25        | Hartplatz         | Stacey Fung                | Aglaja Fjodorowa Darja Schauha                  | 7:5, 7:5           |
| 7.  | 20. Mai 2023     | Kachreti        | ITF W25        | Hartplatz         | Jekaterina Owtscharenko    | Anastassija Solotarjowa Rada Solotarjowa        | 7:5, 6:3           |
| 8.  | 10. Juni 2023    | La Marsa        | ITF W40        | Hartplatz (Halle) | Wei Sijia                  | Kateryna Wolodko Hiroko Kuwata                  | 5:7, 6:4, [10:6]   |
| 9.  | 20. Januar 2024  | Naples          | ITF W35        | Sand              | Elvina Kalieva             | Isabelle Haverlag Lija Karatantschewa           | 6:0, 6:0           |
| 10. | 10. Februar 2024 | Wesley Chapel   | ITF W35        | Sand              | Marija Kononowa            | Weronika Falkowska Leonie Küng                  | 7:5, 6:1           |
| 11. | 5. April 2024    | Florianópolis   | ITF W75        | Sand              | Marija Kononowa            | Katarina Jokić Rebeca Pereira                   | 6:4, 6:3           |
| 12. | 5. Oktober 2024  | Rancho Santa Fe | ITF W75        | Hartplatz         | Marija Kononowa            | Haley Giavara Rasheeda McAdoo                   | 6:2, 7:64          |
| 13. | 19. April 2025   | Zephyrhills     | ITF W50        | Sand              | Iryna Schymanowitsch       | Maria Mateas Alana Smith                        | 6:4, 6:1           |
| 14. | 26. April 2025   | Charlottesville | ITF W100       | Sand              | Iryna Schymanowitsch       | Kayla Cross Petra Hule                          | 7:5, 7:5           |
| 15. | 3. Mai 2025      | Bonita Springs  | ITF W100       | Sand              | Iryna Schymanowitsch       | Makenna Jones Angela Kulikov                    | 6:2, 6:2           |
| 16. | 7. Juni 2025     | Bari            | WTA Challenger | Sand              | Iryna Schymanowitsch       | Quinn Gleason Ingrid Gamarra Martins            | 3:6, 6:4, [10:7]   |
| 17. | 14. Juni 2025    | Valencia        | WTA Challenger | Sand              | Iryna Schymanowitsch       | Yvonne Cavalle-Reimers Ángela Fita Boluda       | 6:3, 6:4           |